# Carnaval noir
Carnaval noir est un roman de l'écrivain suisse Metin Arditi, paru en 2018 aux Éditions Grasset,,,,,,,,.
Il fait partie en 2018 de la première sélection au Grand Prix du roman de l'Académie française.